# Unidade militar penal

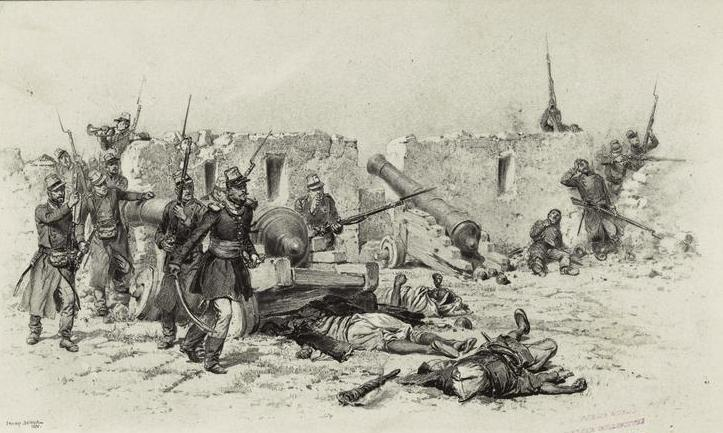
Os Batalhões de Infantaria Leve da África, uma unidade militar penal do Exército Francês, retratados em batalha durante a conquista francesa da Argélia em 1833.

Uma unidade militar penal, também conhecida como formação penal, unidade disciplinar ou simplesmente unidade penal (geralmente nomeada de acordo com sua formação e tamanho, como batalhão penal para batalhões, regimento penal para regimentos, companhia penal para companhias, etc.), é uma formação militar composta por condenados mobilizados para o serviço militar. Tais formações podem incluir prisioneiros militares condenados sob a lei militar, prisioneiros civis condenados em tribunais civis, prisioneiros de guerra que optaram por se juntar aos seus captores ou uma combinação desses grupos.
O serviço em unidades militares penais é geralmente considerado uma forma de punição, disciplina ou trabalho, usado em vez de ou oferecido como alternativa à prisão ou pena de morte. Unidades penais foram historicamente utilizadas como bucha de canhão descartável, tratadas de forma precária ou com pouca consideração e empregadas em situações comprometedoras ou perigosas (comumente em missões suicidas, como desarmamento de minas ou avanço de grupos de esperança perdida), como batalhões de marcha que mantêm pessoal de reposição como reservas ou mantidas na retaguarda para operações militares que não envolvam combate ou trabalho braçal relacionado ao esforço de guerra, sob vigilância e supervisão de unidades militares regulares, polícia militar ou tropas de barreira para garantir que não tentem escapar, recuar ou se rebelar. No entanto, isso nem sempre é o caso: algumas unidades penais são tratadas da mesma forma que unidades regulares e, dependendo da organização militar, uma unidade penal dedicada pode nem mesmo existir, com condenados sendo incorporados em uma unidade regular. As recompensas e incentivos para condenados servirem em uma unidade penal variam - muitas vezes cancelamento, comutação de pena, suspensão da execução ou indulto - embora unidades penais usadas como punição geralmente não possuam essas recompensas por natureza.
As primeiras unidades militares penais conhecidas foram estabelecidas na China imperial. Desde então, várias nações e forças armadas ao longo da história e do mundo criaram unidades penais de tamanhos e funções variadas. As unidades penais são extremamente raras nos dias atuais, com a maioria dos exércitos confiando em voluntários e recrutas para o pessoal militar, e condenados e criminosos - geralmente aceitos no serviço militar apenas por necessidade - geralmente sendo colocados em unidades regulares. A contratação de prisioneiros para combate e serviço militar, muitas vezes em troca de liberdade, é um tema comum na ficção moderna e na cultura popular, com narrativas centradas em unidades penais aparecendo em filmes, televisão, romances e jogos eletrônicos.